# Lista chorążych reprezentacji Dominiki na igrzyskach olimpijskich
Lista chorążych reprezentacji Dominiki na igrzyskach olimpijskich – lista zawodników i zawodniczek reprezentacji Dominiki, którzy podczas ceremonii otwarcia nowożytnych igrzysk olimpijskich nieśli flagę Dominiki.

## Chronologiczna lista chorążych
| Lp. | Rok i miejsce | Chorąży           | Dyscyplina        |
| --- | ------------- | ----------------- | ----------------- |
| 1   | 1996, Atlanta | Jérôme Romain     | Lekkoatletyka     |
| 2   | 2000, Sydney  | Marcia Daniel     | Lekkoatletyka     |
| 3   | 2004, Ateny   | Chris Lloyd       | Lekkoatletyka     |
| 4   | 2008, Pekin   | Jérôme Romain     | Lekkoatletyka     |
| 5   | 2012, Londyn  | Erison Hurtault   | Lekkoatletyka     |
| 6   | 2014, Soczi   | Gary di Silvestri | Biegi narciarskie |
| 9   | 2016, Rio     | Yordanys Duranona | Lekkoatletyka     |